# Mikel Balenziaga
Mikel Balenziaga, né le 29 février 1988 à Zumarraga au Pays basque, est un footballeur espagnol évoluant au poste d'arrière gauche à l'Athletic Bilbao.

## Palmarès
- Athletic Bilbao
  - Vainqueur de la Supercoupe d'Espagne en 2015 et 2021
  - Finaliste de la Copa del Rey en 2009 et 2015